# Voleibol de praia nos Jogos Europeus de 2015 - Masculino
O torneio masculino do voleibol de praia foi um dos eventos do voleibol de praia nos Jogos Europeus de 2015, em Baku, no Azerbaijão. Foi disputada na Arena da Praia entre os dias 17 a 21 de junho.

## Calendário
Horário de verão do Azerbaijão (UTC+5).
| Data        | Horário | Fase             |
| ----------- | ------- | ---------------- |
| 17 de junho | 10:00   | Primeira fase    |
| 19 de junho | 19:00   | Segunda fase     |
| 20 de junho | 10:00   | Oitavas de final |
| 20 de junho | 17:00   | Quartas de final |
| 21 de junho | 10:00   | Semifinal        |
| 21 de junho | 20:00   | Final            |

## Medalhistas
| Ouro   | LAT Mārtiņš Pļaviņš e Haralds Regža    |
| Prata  | RUS Dmitri Barsuk e Yaroslav Koshkarev |
| Bronze | CZE Přemysl Kubala e Jan Hadrava       |

## Primeira fase
Horário de verão do Azerbaijão (UTC+5).
Os resultados da primeira fase foram os seguintes.

### Grupo A
|  | Classificados para as oitavas de final |
|  | Classificados para a segunda fase      |

|     |                             |     | Jogos | Jogos | Jogos | Sets | Sets | Sets  | Pontos | Pontos | Pontos |
| Pos | Equipe                      | Pts | T     | V     | D     | V    | P    | R     | V      | P      | R      |
| --- | --------------------------- | --- | ----- | ----- | ----- | ---- | ---- | ----- | ------ | ------ | ------ |
| 1   | ITA Ranghieri – Rossi       | 6   | 3     | 3     | 0     | 6    | 0    | MAX   | 127    | 88     | 1.443  |
| 2   | NOR Hordvik – Kvamsdal      | 5   | 3     | 2     | 1     | 4    | 3    | 1.333 | 132    | 127    | 1.039  |
| 3   | AZE Romano – Gritsai        | 4   | 3     | 1     | 2     | 3    | 4    | 0.750 | 118    | 120    | 0.908  |
| 4   | LTU Rumševičius – Každailis | 3   | 3     | 0     | 3     | 0    | 6    | 0.000 | 96     | 128    | 0.750  |

| Data   | Hora  |                        | Placar |                             | Set 1 | Set 2 | Set 3 | Set 4 | Set 5 | Total | Relatório |
| ------ | ----- | ---------------------- | ------ | --------------------------- | ----- | ----- | ----- | ----- | ----- | ----- | --------- |
| 17 Jun | 13:00 | AZE Romano – Gritsai   | 2–0    | LTU Rumševičius – Každailis | 21–14 | 21–19 |       |       |       | 42–33 | Súmula    |
| 17 Jun | 13:00 | ITA Ranghieri – Rossi  | 2–0    | NOR Hordvik – Kvamsdal      | 21–17 | 21–17 |       |       |       | 42–34 | Súmula    |
| 18 Jun | 18:00 | ITA Ranghieri – Rossi  | 2–0    | LTU Rumševičius – Každailis | 21–10 | 22–20 |       |       |       | 43–30 | Súmula    |
| 18 Jun | 18:00 | AZE Romano – Gritsai   | 1–2    | NOR Hordvik – Kvamsdal      | 19–21 | 21–19 | 12–15 |       |       | 52–55 | Súmula    |
| 19 Jun | 13:00 | AZE Romano – Gritsai   | 0–2    | ITA Ranghieri – Rossi       | 15–21 | 9–21  |       |       |       | 24–42 | Súmula    |
| 19 Jun | 13:00 | NOR Hordvik – Kvamsdal | 2–0    | LTU Rumševičius – Každailis | 22–20 | 21–13 |       |       |       | 43–33 | Súmula    |

### Grupo B
|     |                         |     | Jogos | Jogos | Jogos | Sets | Sets | Sets  | Pontos | Pontos | Pontos |
| Pos | Equipe                  | Pts | T     | V     | D     | V    | P    | R     | V      | P      | R      |
| --- | ----------------------- | --- | ----- | ----- | ----- | ---- | ---- | ----- | ------ | ------ | ------ |
| 1   | SUI Kissling – Strasser | 5   | 3     | 2     | 1     | 4    | 2    | 2.000 | 112    | 106    | 1.057  |
| 2   | POL Kosiak – Rudoł      | 5   | 3     | 2     | 1     | 4    | 3    | 1.333 | 129    | 115    | 1.122  |
| 3   | UKR Denin – Plotnytskyi | 4   | 3     | 1     | 2     | 2    | 5    | 0.444 | 110    | 135    | 0.815  |
| 4   | ESP Tomás – Menéndez    | 4   | 3     | 1     | 2     | 4    | 4    | 1.000 | 142    | 137    | 1.036  |

| Data   | Hora  |                         | Placar |                         | Set 1 | Set 2 | Set 3 | Set 4 | Set 5 | Total | Relatório |
| ------ | ----- | ----------------------- | ------ | ----------------------- | ----- | ----- | ----- | ----- | ----- | ----- | --------- |
| 17 Jun | 11:00 | POL Kosiak – Rudoł      | 2–0    | UKR Denin – Plotnytskyi | 21–12 | 21–12 |       |       |       | 42–24 | Súmula    |
| 17 Jun | 11:00 | ESP Tomás – Menéndez    | 2–0    | SUI Kissling – Strasser | 21–12 | 21–16 |       |       |       | 42–28 | Súmula    |
| 18 Jun | 11:00 | POL Kosiak – Rudoł      | 0–2    | SUI Kissling – Strasser | 18–21 | 15–21 |       |       |       | 33–42 | Súmula    |
| 18 Jun | 11:00 | ESP Tomás – Menéndez    | 1–2    | UKR Denin – Plotnytskyi | 21–18 | 16–21 | 14–16 |       |       | 51–55 | Súmula    |
| 19 Jun | 11:00 | POL Kosiak – Rudoł      | 2–1    | ESP Tomás – Menéndez    | 18–21 | 21–15 | 15–13 |       |       | 54–49 | Súmula    |
| 19 Jun | 11:00 | SUI Kissling – Strasser | 2–0    | UKR Denin – Plotnytskyi | 21–16 | 21–15 |       |       |       | 42–31 | Súmula    |

### Grupo C
|     |                               |     | Jogos | Jogos | Jogos | Sets | Sets | Sets  | Pontos | Pontos | Pontos |
| Pos | Equipe                        | Pts | T     | V     | D     | V    | P    | R     | V      | P      | R      |
| --- | ----------------------------- | --- | ----- | ----- | ----- | ---- | ---- | ----- | ------ | ------ | ------ |
| 1   | ITA P. Ingrosso – M. Ingrosso | 6   | 3     | 3     | 0     | 6    | 0    | MAX   | 126    | 95     | 1.326  |
| 2   | GRE Kotsilianos – Zoupanis    | 5   | 3     | 2     | 1     | 4    | 3    | 1.333 | 124    | 124    | 1.000  |
| 3   | LAT Solovejs – Sorokins       | 4   | 3     | 1     | 2     | 2    | 5    | 0.400 | 121    | 132    | 0.917  |
| 4   | UKR Gordieiev – Iemelianchyk  | 3   | 3     | 0     | 3     | 2    | 6    | 0333  | 130    | 150    | 0.867  |

| Data   | Hora  |                               | Placar |                              | Set 1 | Set 2 | Set 3 | Set 4 | Set 5 | Total | Relatório |
| ------ | ----- | ----------------------------- | ------ | ---------------------------- | ----- | ----- | ----- | ----- | ----- | ----- | --------- |
| 17 Jun | 10:00 | ITA P. Ingrosso – M. Ingrosso | 2–0    | UKR Gordieiev – Iemelianchyk | 21–19 | 21–15 |       |       |       | 42–34 | Súmula    |
| 17 Jun | 10:00 | GRE Kotsilianos – Zoupanis    | 2–0    | LAT Solovejs – Sorokins      | 21–18 | 21–16 |       |       |       | 42–34 | Súmula    |
| 18 Jun | 10:00 | ITA P. Ingrosso – M. Ingrosso | 2–0    | LAT Solovejs – Sorokins      | 21–17 | 21–16 |       |       |       | 42–33 | Súmula    |
| 18 Jun | 10:00 | GRE Kotsilianos – Zoupanis    | 2–1    | UKR Gordieiev – Iemelianchyk | 17–21 | 22–20 | 15–7  |       |       | 54–48 | Súmula    |
| 19 Jun | 10:00 | ITA P. Ingrosso – M. Ingrosso | 2–0    | GRE Kotsilianos – Zoupanis   | 21–15 | 21–13 |       |       |       | 42–28 | Súmula    |
| 19 Jun | 10:00 | LAT Solovejs – Sorokins       | 2–1    | UKR Gordieiev – Iemelianchyk | 21–15 | 18–21 | 15–12 |       |       | 54–48 | Súmula    |

### Grupo D
|     |                          |     | Jogos | Jogos | Jogos | Sets | Sets | Sets  | Pontos | Pontos | Pontos |
| Pos | Equipe                   | Pts | T     | V     | D     | V    | P    | R     | V      | P      | R      |
| --- | ------------------------ | --- | ----- | ----- | ----- | ---- | ---- | ----- | ------ | ------ | ------ |
| 1   | LAT Pļaviņš – Regža      | 6   | 3     | 3     | 0     | 6    | 3    | 2.000 | 169    | 158    | 1.070  |
| 2   | BLR Kavalenka – Dziadkou | 5   | 3     | 2     | 1     | 5    | 4    | 1.250 | 165    | 163    | 1.012  |
| 3   | AUT Eglseer – Müllner    | 4   | 3     | 1     | 2     | 4    | 5    | 0.800 | 165    | 164    | 1.006  |
| 4   | FIN Nurminen – Piippo    | 3   | 3     | 0     | 3     | 3    | 6    | 0.500 | 143    | 157    | 0.911  |

| Data   | Hora  |                          | Placar |                          | Set 1 | Set 2 | Set 3 | Set 4 | Set 5 | Total | Relatório |
| ------ | ----- | ------------------------ | ------ | ------------------------ | ----- | ----- | ----- | ----- | ----- | ----- | --------- |
| 17 Jun | 11:00 | LAT Pļaviņš – Regža      | 2–1    | FIN Nurminen – Piippo    | 19–21 | 22–20 | 15–10 |       |       | 56–51 | Súmula    |
| 17 Jun | 11:00 | AUT Eglseer – Müllner    | 1–2    | BLR Kavalenka – Dziadkou | 24–22 | 23–25 | 13–15 |       |       | 60–62 | Súmula    |
| 18 Jun | 11:00 | LAT Pļaviņš – Regža      | 2–1    | BLR Kavalenka – Dziadkou | 24–22 | 17–21 | 15–11 |       |       | 56–54 | Súmula    |
| 18 Jun | 11:00 | AUT Eglseer – Müllner    | 2–1    | FIN Nurminen – Piippo    | 16–21 | 21–15 | 15–9  |       |       | 52–45 | Súmula    |
| 19 Jun | 11:00 | LAT Pļaviņš – Regža      | 2–1    | AUT Eglseer – Müllner    | 21–19 | 21–23 | 15–11 |       |       | 57–53 | Súmula    |
| 19 Jun | 11:00 | BLR Kavalenka – Dziadkou | 2–1    | FIN Nurminen – Piippo    | 21–13 | 13–21 | 15–13 |       |       | 49–47 | Súmula    |

### Grupo E
|     |                                |     | Jogos | Jogos | Jogos | Sets | Sets | Sets  | Pontos | Pontos | Pontos |
| Pos | Equipe                         | Pts | T     | V     | D     | V    | P    | R     | V      | P      | R      |
| --- | ------------------------------ | --- | ----- | ----- | ----- | ---- | ---- | ----- | ------ | ------ | ------ |
| 1   | ISR Faiga – Hilman             | 6   | 3     | 3     | 0     | 6    | 1    | 6.000 | 141    | 122    | 1.156  |
| 2   | CZE Kubala – Hadrava           | 5   | 3     | 2     | 1     | 5    | 2    | 2.500 | 135    | 121    | 1.116  |
| 3   | TUR Şekerci – Mermer           | 4   | 3     | 2     | 1     | 2    | 5    | 0.400 | 117    | 136    | 0.860  |
| 4   | NED Van de Velde – Van Dorsten | 3   | 3     | 0     | 3     | 1    | 6    | 0.167 | 121    | 135    | 0.896  |

| Data   | Hora  |                                | Placar |                      | Set 1 | Set 2 | Set 3 | Set 4 | Set 5 | Total | Relatório |
| ------ | ----- | ------------------------------ | ------ | -------------------- | ----- | ----- | ----- | ----- | ----- | ----- | --------- |
| 17 Jun | 10:00 | NED Van de Velde – Van Dorsten | 0–2    | CZE Kubala – Hadrava | 18–21 | 19–21 |       |       |       | 37–42 | Súmula    |
| 17 Jun | 10:00 | TUR Şekerci – Mermer           | 0–2    | ISR Faiga – Hilman   | 18–21 | 20–22 |       |       |       | 38–43 | Súmula    |
| 18 Jun | 10:00 | NED Van de Velde – Van Dorsten | 0–2    | ISR Faiga – Hilman   | 17–21 | 16–21 |       |       |       | 33–42 | Súmula    |
| 18 Jun | 10:00 | TUR Şekerci – Mermer           | 0–2    | CZE Kubala – Hadrava | 15–21 | 13–21 |       |       |       | 28–42 | Súmula    |
| 19 Jun | 10:00 | NED Van de Velde – Van Dorsten | 1–2    | TUR Şekerci – Mermer | 21–15 | 17–21 | 13–15 |       |       | 51–51 | Súmula    |
| 19 Jun | 10:00 | ISR Faiga – Hilman             | 2–1    | CZE Kubala – Hadrava | 21–19 | 20–22 | 15–10 |       |       | 56–51 | Súmula    |

### Grupo F
|     |                         |     | Jogos | Jogos | Jogos | Sets | Sets | Sets  | Pontos | Pontos | Pontos |
| Pos | Equipe                  | Pts | T     | V     | D     | V    | P    | R     | V      | P      | R      |
| --- | ----------------------- | --- | ----- | ----- | ----- | ---- | ---- | ----- | ------ | ------ | ------ |
| 1   | DEN Kildegaard – Abell  | 5   | 3     | 2     | 1     | 4    | 3    | 1.333 | 130    | 113    | 1.150  |
| 2   | RUS Barsuk – Koshkarev  | 5   | 3     | 2     | 1     | 4    | 2    | 2.000 | 119    | 100    | 1.190  |
| 3   | FRA Salvetti – Daguerre | 5   | 3     | 2     | 1     | 5    | 2    | 2.500 | 127    | 120    | 1.058  |
| 4   | TUR Özbek – Göğtepe     | 3   | 3     | 0     | 3     | 0    | 6    | 0.000 | 83     | 126    | 0.659  |

| Data   | Hora  |                         | Placar |                         | Set 1 | Set 2 | Set 3 | Set 4 | Set 5 | Total | Relatório |
| ------ | ----- | ----------------------- | ------ | ----------------------- | ----- | ----- | ----- | ----- | ----- | ----- | --------- |
| 17 Jun | 13:00 | RUS Barsuk – Koshkarev  | 2–0    | TUR Özbek – Göğtepe     | 21–10 | 21–13 |       |       |       | 42–23 | Súmula    |
| 17 Jun | 13:00 | FRA Salvetti – Daguerre | 1–2    | DEN Kildegaard – Abell  | 21–18 | 11–21 | 10–15 |       |       | 42–54 | Súmula    |
| 18 Jun | 18:00 | RUS Barsuk – Koshkarev  | 2–0    | DEN Kildegaard – Abell  | 21–18 | 21–16 |       |       |       | 42–34 | Súmula    |
| 18 Jun | 18:00 | FRA Salvetti – Daguerre | 2–0    | TUR Özbek – Göğtepe     | 21–13 | 21–18 |       |       |       | 42–31 | Súmula    |
| 19 Jun | 13:00 | RUS Barsuk – Koshkarev  | 0–2    | FRA Salvetti – Daguerre | 15–21 | 20–22 |       |       |       | 35–43 | Súmula    |
| 19 Jun | 13:00 | DEN Kildegaard – Abell  | 2–0    | TUR Özbek – Göğtepe     | 21–17 | 21–12 |       |       |       | 42–29 | Súmula    |

### Grupo G
|     |                          |     | Jogos | Jogos | Jogos | Sets | Sets | Sets  | Pontos | Pontos | Pontos |
| Pos | Equipe                   | Pts | T     | V     | D     | V    | P    | R     | V      | P      | R      |
| --- | ------------------------ | --- | ----- | ----- | ----- | ---- | ---- | ----- | ------ | ------ | ------ |
| 1   | AUT Winter – Petutsching | 6   | 3     | 3     | 0     | 6    | 0    | MAX   | 126    | 98     | 1.286  |
| 2   | EST Kollo – Vesik        | 5   | 3     | 2     | 1     | 4    | 3    | 1.333 | 128    | 132    | 0.970  |
| 3   | ESP Marco – García       | 4   | 3     | 2     | 1     | 3    | 4    | 0.750 | 136    | 132    | 1.030  |
| 4   | GBR Sheaf – Gregory      | 3   | 3     | 0     | 3     | 0    | 6    | 0.000 | 100    | 128    | 0.781  |

| Data   | Hora  |                          | Placar |                          | Set 1 | Set 2 | Set 3 | Set 4 | Set 5 | Total | Relatório |
| ------ | ----- | ------------------------ | ------ | ------------------------ | ----- | ----- | ----- | ----- | ----- | ----- | --------- |
| 17 Jun | 12:00 | ESP Marco – García       | 1–2    | EST Kollo – Vesik        | 18–21 | 21–15 | 17–19 |       |       | 56–55 | Súmula    |
| 17 Jun | 12:00 | AUT Winter – Petutsching | 2–0    | GBR Sheaf – Gregory      | 21–19 | 21–12 |       |       |       | 42–31 | Súmula    |
| 18 Jun | 17:00 | ESP Marco – García       | 2–0    | GBR Sheaf – Gregory      | 23–21 | 21–14 |       |       |       | 44–35 | Súmula    |
| 18 Jun | 17:00 | AUT Winter – Petutsching | 2–0    | EST Kollo – Vesik        | 21–15 | 21–16 |       |       |       | 42–31 | Súmula    |
| 19 Jun | 12:00 | ESP Marco – García       | 0–2    | AUT Winter – Petutsching | 18–21 | 18–21 |       |       |       | 36–42 | Súmula    |
| 19 Jun | 12:00 | GBR Sheaf – Gregory      | 0–2    | EST Kollo – Vesik        | 19–21 | 15–21 |       |       |       | 34–42 | Súmula    |

### Grupo H
|     |                              |     | Jogos | Jogos | Jogos | Sets | Sets | Sets  | Pontos | Pontos | Pontos |
| Pos | Equipe                       | Pts | T     | V     | D     | V    | P    | R     | V      | P      | R      |
| --- | ---------------------------- | --- | ----- | ----- | ----- | ---- | ---- | ----- | ------ | ------ | ------ |
| 1   | SUI Chevallier – Krattiger   | 6   | 3     | 3     | 0     | 6    | 2    | 3.000 | 147    | 132    | 1.114  |
| 2   | AZE Santos – Rudykh          | 4   | 3     | 1     | 2     | 2    | 5    | 0.400 | 130    | 133    | 0.977  |
| 3   | CZE Kufa – Dumek             | 4   | 3     | 1     | 2     | 4    | 4    | 1.000 | 144    | 146    | 0.986  |
| 4   | FRA Thiercy – Di Giantomasso | 4   | 3     | 1     | 2     | 4    | 5    | 0.800 | 154    | 164    | 0.939  |

| Data   | Hora  |                              | Placar |                              | Set 1 | Set 2 | Set 3 | Set 4 | Set 5 | Total | Relatório |
| ------ | ----- | ---------------------------- | ------ | ---------------------------- | ----- | ----- | ----- | ----- | ----- | ----- | --------- |
| 17 Jun | 12:00 | AZE Santos – Rudykh          | 0–2    | CZE Kufa – Dumek             | 20–22 | 19–21 |       |       |       | 39–43 | Súmula    |
| 17 Jun | 12:00 | SUI Chevallier – Krattiger   | 2–1    | FRA Thiercy – Di Giantomasso | 18–21 | 21–17 | 15–12 |       |       | 54–50 | Súmula    |
| 18 Jun | 18:00 | SUI Chevallier – Krattiger   | 2–1    | CZE Kufa – Dumek             | 21–19 | 15–21 | 15–10 |       |       | 51–50 | Súmula    |
| 18 Jun | 19:00 | AZE Santos – Rudykh          | 2–1    | FRA Thiercy – Di Giantomasso | 23–25 | 21–13 | 15–10 |       |       | 59–48 | Súmula    |
| 19 Jun | 12:00 | AZE Santos – Rudykh          | 0–2    | SUI Chevallier – Krattiger   | 19–21 | 13–21 |       |       |       | 32–42 | Súmula    |
| 19 Jun | 12:00 | FRA Thiercy – Di Giantomasso | 2–1    | CZE Kufa – Dumek             | 17–21 | 24–22 | 15–8  |       |       | 56–51 | Súmula    |

## Fase final
Horário de verão do Azerbaijão (UTC+5).
Os resultados da fase final foram os seguintes.

### Segunda fase
| Data   | Hora  |                            | Placar |                         | Set 1 | Set 2 | Set 3 | Set 4 | Set 5 | Total | Relatório |
| ------ | ----- | -------------------------- | ------ | ----------------------- | ----- | ----- | ----- | ----- | ----- | ----- | --------- |
| 19 Jun | 20:00 | CZE Kubala – Hadrava       | 2–1    | ESP Marco – García      | 16–21 | 21–15 | 15–13 |       |       | 52–49 | Súmula    |
| 19 Jun | 20:00 | EST Kollo – Vesik          | 0–2    | FRA Salvetti – Daguerre | 18–21 | 18–21 |       |       |       | 36–42 | Súmula    |
| 19 Jun | 20:00 | NOR Hordvik – Kvamsdal     | 1–2    | LAT Solovejs – Sorokins | 21–18 | 18–21 | 21–23 |       |       | 60–62 | Súmula    |
| 19 Jun | 21:00 | AZE Santos – Rudykh        | 2–1    | UKR Denin – Plotnytskyi | 21–15 | 20–22 | 15–12 |       |       | 56–49 | Súmula    |
| 19 Jun | 22:00 | RUS Barsuk – Koshkarev     | 2–1    | AZE Romano – Gritsai    | 17–21 | 21–17 | 15–13 |       |       | 53–51 | Súmula    |
| 19 Jun | 19:00 | BLR Kavalenka – Dziadkou   | 2–0    | TUR Şekerci – Mermer    | 21–16 | 21–17 |       |       |       | 42–33 | Súmula    |
| 19 Jun | 19:00 | POL Kosiak – Rudoł         | 2–1    | AUT Eglseer – Müllner   | 21–17 | 18–21 | 19–17 |       |       | 58–55 | Súmula    |
| 19 Jun | 19:00 | GRE Kotsilianos – Zoupanis | 1–2    | CZE Kufa – Dumek        | 22–24 | 21–17 | 14–16 |       |       | 57–57 | Súmula    |

### Oitavas de final
| Data   | Hora  |                               | Placar |                          | Set 1 | Set 2 | Set 3 | Set 4 | Set 5 | Total | Relatório |
| ------ | ----- | ----------------------------- | ------ | ------------------------ | ----- | ----- | ----- | ----- | ----- | ----- | --------- |
| 20 Jun | 11:00 | ITA Ranghieri – Rossi         | 1–2    | CZE Kubala – Hadrava     | 21–12 | 19–21 | 13–15 |       |       | 53–48 | Súmula    |
| 20 Jun | 11:00 | SUI Chevallier – Krattiger    | 2–1    | FRA Salvetti – Daguerre  | 15–21 | 21–15 | 17–15 |       |       | 53–51 | Súmula    |
| 20 Jun | 11:00 | ISR Faiga – Hilman            | 2–0    | LAT Solovejs – Sorokins  | 21–14 | 21–15 |       |       |       | 42–29 | Súmula    |
| 20 Jun | 10:00 | LAT Pļaviņš – Regža           | 2–1    | AZE Santos – Rudykh      | 20–22 | 21–16 | 15–13 |       |       | 56–51 | Súmula    |
| 20 Jun | 11:00 | ITA P. Ingrosso – M. Ingrosso | 1–2    | RUS Barsuk – Koshkarev   | 20–22 | 21–15 | 6–15  |       |       | 47–52 | Súmula    |
| 20 Jun | 10:00 | DEN Kildegaard – Abell        | 0–2    | BLR Kavalenka – Dziadkou | 18–21 | 16–21 |       |       |       | 34–42 | Súmula    |
| 20 Jun | 10:00 | AUT Winter – Petutsching      | 2–0    | POL Kosiak – Rudoł       | 21–17 | 21–19 |       |       |       | 42–36 | Súmula    |
| 20 Jun | 10:00 | SUI Kissling – Strasser       | 2–0    | CZE Kufa – Dumek         | 21–18 | 21–18 |       |       |       | 42–36 | Súmula    |

### Quartas de final
| Data   | Hora  |                          | Placar |                            | Set 1 | Set 2 | Set 3 | Set 4 | Set 5 | Total | Relatório |
| ------ | ----- | ------------------------ | ------ | -------------------------- | ----- | ----- | ----- | ----- | ----- | ----- | --------- |
| 20 Jun | 20:00 | CZE Kubala – Hadrava     | 2–0    | SUI Chevallier – Krattiger | 25–23 | 21–17 |       |       |       | 46–40 | Súmula    |
| 20 Jun | 19:00 | ISR Faiga – Hilman       | 0–2    | LAT Pļaviņš – Regža        | 13–21 | 15–21 |       |       |       | 28–42 | Súmula    |
| 20 Jun | 18:00 | RUS Barsuk – Koshkarev   | 2–0    | BLR Kavalenka – Dziadkou   | 21–19 | 28–26 |       |       |       | 49–45 | Súmula    |
| 20 Jun | 17:00 | AUT Winter – Petutsching | 1–2    | SUI Kissling – Strasser    | 21–18 | 21–23 | 12–15 |       |       | 54–56 | Súmula    |

### Semifinal
| Data   | Hora  |                        | Placar |                         | Set 1 | Set 2 | Set 3 | Set 4 | Set 5 | Total | Relatório |
| ------ | ----- | ---------------------- | ------ | ----------------------- | ----- | ----- | ----- | ----- | ----- | ----- | --------- |
| 21 Jun | 10:00 | CZE Kubala – Hadrava   | 0–2    | LAT Pļaviņš – Regža     | 14–21 | 17–21 |       |       |       | 31–42 | Súmula    |
| 21 Jun | 11:00 | RUS Barsuk – Koshkarev | 2–0    | SUI Kissling – Strasser | 21–18 | 29–27 |       |       |       | 50–45 | Súmula    |

### Disputa pelo bronze
| Data   | Hora  |                      | Placar |                         | Set 1 | Set 2 | Set 3 | Set 4 | Set 5 | Total | Relatório |
| ------ | ----- | -------------------- | ------ | ----------------------- | ----- | ----- | ----- | ----- | ----- | ----- | --------- |
| 21 Jun | 20:00 | CZE Kubala – Hadrava | 2–0    | SUI Kissling – Strasser | 21–17 | 21–15 |       |       |       | 42–32 | Súmula    |

### Final
| Data   | Hora  |                     | Placar |                        | Set 1 | Set 2 | Set 3 | Set 4 | Set 5 | Total | Relatório |
| ------ | ----- | ------------------- | ------ | ---------------------- | ----- | ----- | ----- | ----- | ----- | ----- | --------- |
| 21 Jun | 21:00 | LAT Pļaviņš – Regža | 2–1    | RUS Barsuk – Koshkarev | 21–16 | 18–21 | 15–10 |       |       | 54–47 | Súmula    |